# Vidalasia morindifolia
Vidalasia morindifolia är en måreväxtart som först beskrevs av Adolph Daniel Edward Elmer, och fick sitt nu gällande namn av Deva D. Tirvengadum. Vidalasia morindifolia ingår i släktet Vidalasia och familjen måreväxter.
Artens utbredningsområde är Filippinerna. Inga underarter finns listade i Catalogue of Life.